# Balanococcus santilongi
Balanococcus santilongi är en insektsart som beskrevs av Mazzeo 1995. Balanococcus santilongi ingår i släktet Balanococcus och familjen ullsköldlöss. Inga underarter finns listade i Catalogue of Life.